# Alan Scott
Alan Scott è un supereroe dei fumetti statunitensi pubblicati da DC Comics, primo a portare il nome di Lanterna Verde. Scott è stato un membro della Justice Society of America, cominciando da All Star Comics n. 3 (Inverno 1940). Ha servito nella squadra come comandante in seconda e ne è sempre stato un membro chiave.

## Biografia del personaggio

### La scoperta
Migliaia di anni fa, una "fiamma verde" cadde sulla Terra. La voce che ne uscì profetizzò che sarebbe entrata in azione tre volte: una volta per portare morte, una volta per portare vita e un'altra volta per portare potere. Nel 1940, dopo aver compiuto i due terzi della profezia, la fiamma si modellò e prese la forma di una lanterna di metallo, che cadde nelle mani di Alan Scott, un giovane ingegnere ferroviario. Seguendo il collasso di un ponte ferroviario, la fiamma istruì Scott su come modellare un anello dal metallo della lanterna donandogli i fantastici poteri del supereroe Lanterna Verde. Indossò un costume colorato (a differenza dei suoi successori, utilizzava sia il rosso che il viola, oltre al verde) e divenne un combattente del crimine.
Durante il 1940, Lanterna Verde sembrò alternare avventure pericolose - in particolare quando appariva il suo arcinemico Solomon Grundy - e avventure-commedia, a volte includendo la sua spalla, Doiby Dickles.

### Justice Society of America
Alan Scott è stato membro della Justice Society of America nel 1951 quando la squadra fu oggetto di inchiesta da parte del "Joint Congressional Un-American Activities Committee", un'organizzazione fittizia basata sulla vita reale della House Un-American Activities Commettee ma creata, stando alle sue dichiarazioni, dopo la morte del senatore Joseph McCarthy su Terra 2. La JSA era accusata di avere simpatie comuniste e gli fu chiesto di rivelare le loro identità. La JSA declinò la richiesta e la maggior parte dei membri si ritirò negli anni cinquanta.
Un pezzo di continuità retroattiva riempie la storia di Scott: l'All-Star Squadron Annual n. 3 stabilisce che la JSA combatté un essere chiamato Ian Karkull che li impregnò di energia che ritardò il loro invecchiamento, permettendo a Scott e a molti altri di rimanere attivi fino al tardo XX secolo senza infermità. Gli eventi di quest'incidente portarono Scott ad allontanarsi per un po' dalla Justice Society, e questo spiega perché il personaggio sparì dalla circolazione per qualche tempo.
Durante questo periodo, lui e il suo amico Jay Garrick (conosciuto come Flash) ebbero un incontro con Abin Sur, la Lanterna Verde che precedette Hal Jordan; seguendo un criminale sulla Terra, l'anello di Sur fu immobilizzato dal suo nemico che gli creò una barriera gialla intorno. Sur quindi prese in prestito l'anello di Scott mentre lui e Jay Garrick erano a terra svenuti. Col nuovo anello, che non aveva come limite il colore giallo, Sur fu in grado di prendere il suo nemico di sorpresa e lo sconfisse, prima di restituire l'anello ad Alan e lasciare la Terra.
La squadra, riformata negli anni sessanta con Scott come membro, sebbene si sappia poco delle loro avventure durante quel periodo, combatté per la salvezza dei suoi membri con la Justice League, del mondo parallelo Terra 1, e qualche avventura fu condivisa da Scott con la sua controparte di Terra 1 Hal Jordan.
Dopo essere venuto a sapere dei Guardiani di OA e della vera natura dell'anello, Alan Scott venne fatto membro onorario del Corpo delle Lanterne Verdi.
Dalla fine degli anni '40 agli anni '70 Scott diresse la Gotham Broadcasting Company (GBC), che finì rovinata dai debiti. Lo Psico-Pirata rese Alan temporaneamente pazzo e la JSA lo aiutò ricoverandolo. Jay Garrick lo aiutò facendogli iniziare una nuova carriera come scienziato, sebbene alla fine Alan riprese il controllo della GBC e la dirige tutt'oggi.

#### Discendenti
È stato infine rivelato che tra la fine degli anni cinquanta e gli inizi degli anni sessanta, Scott sposò una donna con due identità: Rose Canton, e i due ebbero due figli che diventati grandi divennero i supereroi Jade e Obsidian del team Infinity, Inc..
Negli anni ottanta Scott sposò la sua nemesi di lunga data, Molly Mayne, altrimenti conosciuta come The Harlequin, e si riconciliò con i suoi figli.

## Poteri e abilità
Alan Scott può utilizzare il suo anello per volare, attraversare la materia solida (muovendosi attraverso la quarta dimensione), paralizzare o accecare temporaneamente i nemici, creare raggi di energia, fondere i metalli come con una saldatrice e far esplodere gli oggetti, tra le altre cose. Può anche creare costrutti solidi limitati unicamente dalla sua immaginazione, come è solita fare la successiva Lanterna Verde Hal Jordan, e leggere la mente.
Il suo anello ha una carica limitata e non funziona contro oggetti contenenti materiale ligneo o proveniente dalle piante. Questo perché la fiamma verde era un'incarnazione delle "cose che crescono verdi". Dopo molti anni, Alan interiorizzerà il potere della fiamma verde, noto come Cuore della Stella, aumentando i suoi poteri a dismisura e rallentando il suo invecchiamento.

## Altre versioni
In Kingdom Come di Alex Ross e Mark Waid, Alan Scott rigenera il costume di Lanterna Verde forgiando la batteria del potere e trasformandola in un'armatura autoalimentata (fonde l'anello del potere con la batteria).
Durante il corso della storia, si scopre che Alan ha istituito una città che orbita intorno alla Terra, che è un duplicato di Nuova Oa: la Città di Smeraldo. Essa è un prodotto della mente di Alan Scott e diviene il quartier generale della nuova Justice League.
Nell'universo Amalgam Alan Scott e Jim Hammond, la Torcia Umana originale della Marvel, si fondono creando la Lanterna Umana, eroe della Seconda guerra mondiale al pari di Supersoldato (Capitan America più Superman), Aquamariner (Sub-Mariner più Aquaman) e Whiz (la Trottola (Robert Frank) più Flash Jay Garrick), membro del team d'eroi All-Star Winners Squadron (All-Winners Squad della Marvel più All-Star Squadron DC).